# Écluse de la Peyruque
L'écluse de la Peyruque est une écluse à chambre unique du canal du Midi. Construite vers 1674, elle se trouve à 71,7 km de Toulouse à 139 m d'altitude. Les écluses adjacentes sont l'écluse de la Criminelle à l'est et l'écluse de Guerre, à l'ouest.
Elle est située sur la commune de Saint-Martin-Lalande dans le département de l'Aude en région Occitanie.